# Weichau (Großheringen)
Weichau ist ein Teil von Kaatschen-Weichau, einem Ortsteil der Gemeinde Großheringen im Landkreis Weimarer Land in Thüringen.

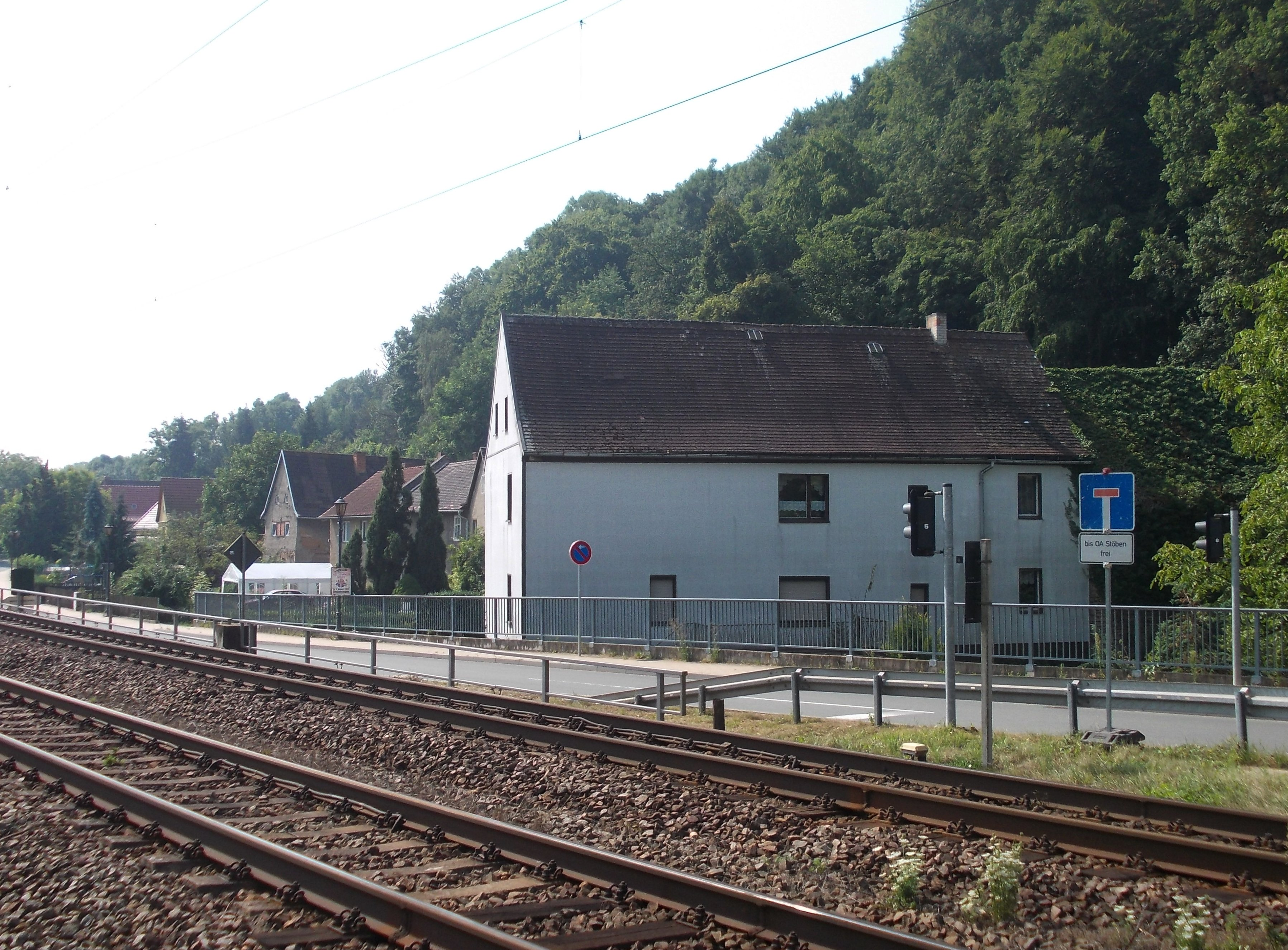
Weichau hinter dem Bahndamm der Saalbahn

## Lage
Weichau wird von der Landesstraße 1061 tangiert. Sie verbindet mit den Bundesstraßen 87/88. Die Partnerdörfer Kaatschen und Weichau sind durch die Saale und Bahntrasse Saalebahn getrennt. Sie haben Verbindung durch eine Überführung direkt bei Weichau. Die Gemarkung von Weichau ist von der Bodenbildung mit Kaatschen gleich, aber die Lage und das Klima weichen voneinander ab.

## Geschichte
Im Jahr 1350 wurde Weichau erstmals urkundlich erwähnt. Der Ort gehörte mit den Obergerichten zum wettinischen Amt Camburg, welches aufgrund mehrerer Teilungen im Lauf seines Bestehens unter der Hoheit verschiedener Ernestinischer  und Albertinische Herzogtümer stand. Große Teile der Feldgüter gehörten bis zur Reformation zum Chorherrenstift Neuwerk in Halle und nach 1539 dem Cämmerer zu Halle. 1826 kam Weichau als Teil der Exklave Camburg vom Herzogtum Sachsen-Gotha-Altenburg zum Herzogtum Sachsen-Meiningen. Von 1922 bis 1939 gehörte der Ort zur Kreisabteilung Camburg, bis 1952 dann zum Landkreis Jena-Stadtroda.
Die Bauern wurden zur Zeit der DDR zwangskollektiviert. Sie fanden nach der Wende neue Wege in der Landwirtschaft. 2012 leben in Weichau und Kaatschen insgesamt 150 Personen.
Kirchlich zählte Weichau bis ins 20. Jh. zur Pfarrei in Bad Sulza, kam dann nach Großheringen und ist nach dessen Auflösung wieder in Bad Sulza beheimatet.